# Viure en digital
Viure en digital(Being digital) és un llibre de no-ficció que tracta sobre les tecnologies digitals i el seu possible futur. Ha estat escrit per l'informàtic i arquitecte nord-americà Nicholas Negroponte i va ser publicat originalment al gener de 1995 per Alfred A. Knopf.
Viure en digital presenta una història general de diversos mitjans de comunicació i tecnologies digitals, molts dels quals van tenir la participació directa de Negroponte en la seva concepció. Negroponte, al llarg del llibre, fa una anàlisi de diverses d'aquestes tecnologies, en comenta els avantatges i inconvenients i intenta preveure com evolucionaran, sostenint la creença que la humanitat s'està inclinant cap a la digitalització, traslladant-se d'un món d'àtoms a un món de bits.
En aquest llibre, Negroponte explica la diferència que existeix entre bits i àtoms, per què la informació s'està convertint en digital, el significat i el rol de la realitat virtual i prediu en quin sentit la vida en digital ens afectarà al dia a dia de cada un de nosaltres.

## Estructura del llibre[calcitació]
Negroponte tracta aspectes com la protecció dels bits en els drets d'autor, la cultura digital, l'entreteniment i la responsabilitat sobre aquests mitjans d'informació i comunicació en 18 capítols organitzats en tres parts. D'aquesta manera, l'estructura del seu llibre és la següent:
- INTRODUCCIÓ: la paradoxa de que això sigui un llibre
- Nicholas Negroponte l'any 2009.PRIMERA PART: els bits són bits
  - L'ADN de la informació

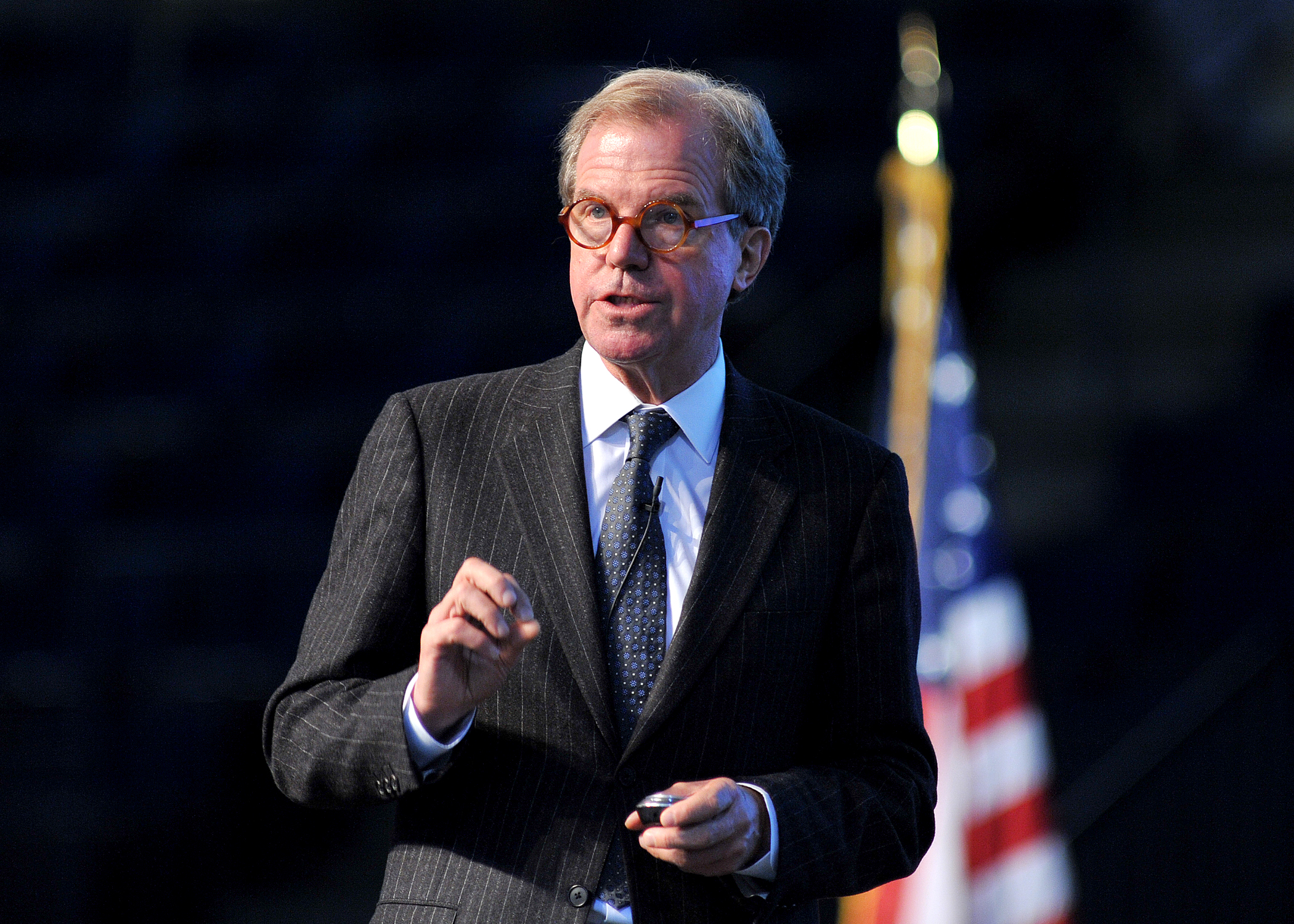
Nicholas Negroponte l'any 2009.

  - L'amplada de banda desemmascarada
  - Emissió de bits
  - La policia dels bits
  - Els bits barrejats
  - El negoci dels bits
- SEGONA PART: interfície
  - On les persones i els bits es troben
  - Persona gràfica
  - Realitat virtual
  - Mirar i tocar
  - Parlem-ne
  - Menys és més
- TERCERA PART: vida digital
  - L'era de la postinformació
  - L'horari central és el meu horari
  - Bones connexions
  - Una diversió fàcil
  - Faules i minúcies digitals
  - Els nous expressionistes
- EPÍLEG: una era d'optimisme

## Bits i àtoms
Negroponte analitza les diferències entre bits i àtoms. Els àtoms componen els objectes físics tangibles, com ara CDs, llibres i cartes. La informació digital, en canvi, es compon de bits, la unitat més petita d'informació en un ordinador. Ell creu que totes les formes d'informació que ara estan fetes d'àtoms (llibres, CD, etc.) amb el temps es convertiran en bits.

## Interruptor de Negroponte
A la dècada del 1980 Negroponte havia originat una idea que es va passar a conèixer com l'«Interruptor de Negroponte». Va suggerir que, a causa dels accidents de la història de l'enginyeria, havíem acabat amb dispositius estàtics, com ara televisions que rebien els continguts a través de senyals que viatjaven per l'aire, mentre que dispositius que haurien de d'haver sigut mòbils i personals, com ara els telèfons, estaven rebent el seu contingut a través de cables estàtics. La seva idea era que podíem fer un millor ús dels recursos de comunicació disponibles si la informació que rebíem per terra (cablejat), com les trucades telefòniques, passava a viatjar a través de l'aire, i la informació que anava per l'aire, com ara senyals de televisió, es desplaçava a través de cables. El llibre Viure en digital explica aquesta idea i la seva història social.

## Interfícies tecnològiques
Negroponte escriu sobre la insuficiència de les interfícies que s'utilitzen actualment per interactuar amb els ordinadors. Ell creu que el ratolí és una interfície mediocre per apuntar i fer clic, i inadequada per dibuixar. En lloc d'això prefereix les interfícies tecnològiques amb pantalla tàctil i el programari de reconeixement de veu. La seva predicció que les tecnologies amb pantalla tàctil es convertirien en una interfície dominant ha resultat correcta, ja que hi ha hagut un gran augment de la popularitat dels telèfons intel·ligents i tauletes i cada vegada hi ha més d'ultrabooks.